# Giải Y học Louis-Jeantet
Giải Y học Louis-Jeantet (tiếng Anh: Louis-Jeantet Prize for Medicine) là một giải thưởng hàng năm dành cho việc nghiên cứu Y học ở châu Âu.

## Lịch sử
Giải này do Quỹ Louis-Jeantet ở Genève (Thụy Sĩ) thiết lập năm 1986 nhằm vinh danh và tài trợ cho các nhà nghiên cứu Y sinh học, được trao vào tháng 4 hàng năm.  Khoản tiền thưởng của người đoạt giải là 700.000 franc Thụy Sĩ, trong đó 100.000 franc dành cho cá nhân người đoạt giải, còn 600.000 franc để tài trợ cho công trình nghiên cứu đang tiến hành.

## Những người đoạt giải[2]
Nguồn:
| 1986 | Luc Montagnier, Michael Berridge, Désiré Collen                                      |
| 1987 | Sydney Brenner, Walter Gehring, Dominique Stehelin                                   |
| 1988 | Rolf Zinkernagel, John J. Skehel, Bert Sakmann                                       |
| 1989 | Roberto Poljak, Walter Schaffner, Greg Winter                                        |
| 1990 | Nicole Le Douarin, Harald von Boehmer, Gottfried Schatz                              |
| 1991 | Pierre Chambon, Frank Grosveld, Hugh Pelham                                          |
| 1992 | Paul Nurse, Christiane Nüsslein-Volhard, Alain Townsend                              |
| 1993 | Jean-Pierre Changeux, Richard Henderson, Kurt Wüthrich                               |
| 1994 | Thierry Boon, Jan Holmgren, Philippe Sansonetti                                      |
| 1995 | Dirk Bootsma và Jan Hoeijmakers, Peter Goodfellow và Robin Lovell-Badge, Peter Gruss |
| 1996 | Björn Dahlbäck, Ulrich K. Laemmli, Nigel Unwin                                       |
| 1997 | Philip Cohen, Kim Nasmyth, Richard Peto                                              |
| 1998 | Denis Duboule, Walter Keller, Ronald Laskey                                          |
| 1999 | Adrian P. Bird, Herbert Jäckle, Jean-Louis Mandel                                    |
| 2000 | Konrad Basler, Thomas J. Jentsch, Ueli Schibler                                      |
| 2001 | Alain Fischer, Iain W. Mattaj, Alfred Wittinghofer                                   |
| 2002 | Timothy J. Richmond, Richard Treisman, Karl Tryggvason                               |
| 2003 | Wolfgang Baumeister, Riitta Hari, Nikos K. Logothetis                                |
| 2004 | Hans Clevers, Alec J. Jeffreys                                                       |
| 2005 | Alan Hall, Svante Pääbo                                                              |
| 2006 | Kari Alitalo, Christine Petit                                                        |
| 2007 | Venkatraman Ramakrishnan, Stephen C. West                                            |
| 2008 | Pascale Cossart, Jurg Tschopp                                                        |
| 2009 | Michael N Hall, Peter J Ratcliffe                                                    |
| 2010 | Michel Haïssaguerre, Austin Smith                                                    |
| 2011 | Stefan Jentsch, Edvard Moser, May-Britt Moser                                        |
| 2012 | Matthias Mann, Fiona Powrie                                                          |
| 2013 | Michael Stratton, Peter Hegemann, Georg Nagel                                        |
| 2014 | Elena Conti, Denis Le Bihan                                                          |
| 2015 | Emmanuelle Charpentier, Rudolf Zechner                                               |